# 四日市花火大会
四日市花火大会（よっかいちはなびたいかい）は、8月に三重県四日市市の四日市港一部の霞ヶ浦人工島埠頭・富双埠頭（富田港・富洲原港）で開催される花火大会。

## 概要
すべての花火が海上からの打ち上げとなり、打ち上げ場所が会場に近いため、迫力のある花火を観覧することができる。また打ち上げ場所を取り囲むように四日市港が立地しているので、会場以外の場所でも360度どこからでも、花火を楽しむことができる。花火の見どころは、後半の水上で扇状に広がる水上スターマインから始まる連続スターマイン、超特大スターマイン。コンビナートの美しい夜景と共に楽しむことができる。市民がスポンサーとなり、誕生日祝い、結婚記念祝い、還暦祝いなど様々なメッセージや思いが込められる「メモリアル花火」も親しまれている。「メモリアル花火」は一口30,000円（消費税込み）となっている。当日は、花火大会の前に浴衣コンテストや諏訪太鼓演奏などもあり、早めに観覧席付近に行くと、花火の他にも楽しむことができる。
2003年、会場周辺の安全性、適切な代替開催地がない、運営面の課題、交通アクセス面の課題等、これらの理由から一時中止に追い込まれた。
2004年も中止。そして2005年に復活した。
2020年の開催日は2020年東京オリンピックおよび2020年東京パラリンピックの開催期間と重なることから、9月13日に延期された。しかし新型コロナウイルス感染症が拡大したことを受け、同年4月21日、四日市市はこの年の開催中止を発表した。

## 打ち上げ数
- 4,000発

## 会場
三重県四日市市富田地区の四日市港霞ケ浦埠頭・富田一色地区の富双埠頭。

## 交通アクセス
- JR関西本線 富田浜駅から徒歩で約15分。
- 近鉄名古屋線 近鉄富田駅から徒歩で約25分。

## その他
花火打ち上げ場所が県内で最も高いビルである四日市港ポートビルと近接しているため、屋上展望室「うみてらす14」からは迫力ある花火を見ることができる。なお、花火大会当日は抽選による当選者のみが入場可能。
近隣を航行する遊覧船からの観覧も可能である。　
FMポートウェイブ（FMよっかいち）によるラジオ中継も実施している。

## 近隣施設
- 四日市港ポートビル